# ویلانووا دآلبنجا
ویلانووا دآلبنجا (به ایتالیایی: Villanova d'Albenga) یک کومونه در ایتالیا است که در استان ساونا واقع شده‌است. ویلانووا دآلبنجا ۱۵٫۷ کیلومتر مربع مساحت و ۲٬۱۲۴ نفر جمعیت دارد.